# Hirosada II
Hirosada II (1840 - 1910, aussi connu sous le nom « Sadahiro II », est un dessinateur d'estampe de style ukiyo-e originaire d'Osaka. Il est élève de Konishi Hirosada et prend le nom  « Hirosada » en 1853 quand son maître cesse de dessiner. Quand il meurt à l'été 1864, son élève change encore son nom de « Hirosada »(廣貞) à « Sadahiro » (貞廣).

## Signature

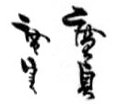
Signatures de Hirosada I (gauche) et Hirosada II (droite), les deux se lisant « Hirosada » (廣貞)

Là où la signature de Hirosada I est compacte, Hirosada II signe son nom d'un  trait large et affirmé.